# IC 4914
IC 4914 је спирална галаксија у сазвјежђу Телескоп која се налази на листи објеката дубоког неба у Индекс каталогу.
Деклинација објекта је - 50° 7' 52" а ректасцензија 19h 57m 56,5s. Привидна величина (магнитуда) објекта IC 4914 износи 15,1 а фотографска магнитуда 15,9. IC 4914 је још познат и под ознакама ESO 233-11, PGC 63885.